# 布賴特盧欽湖

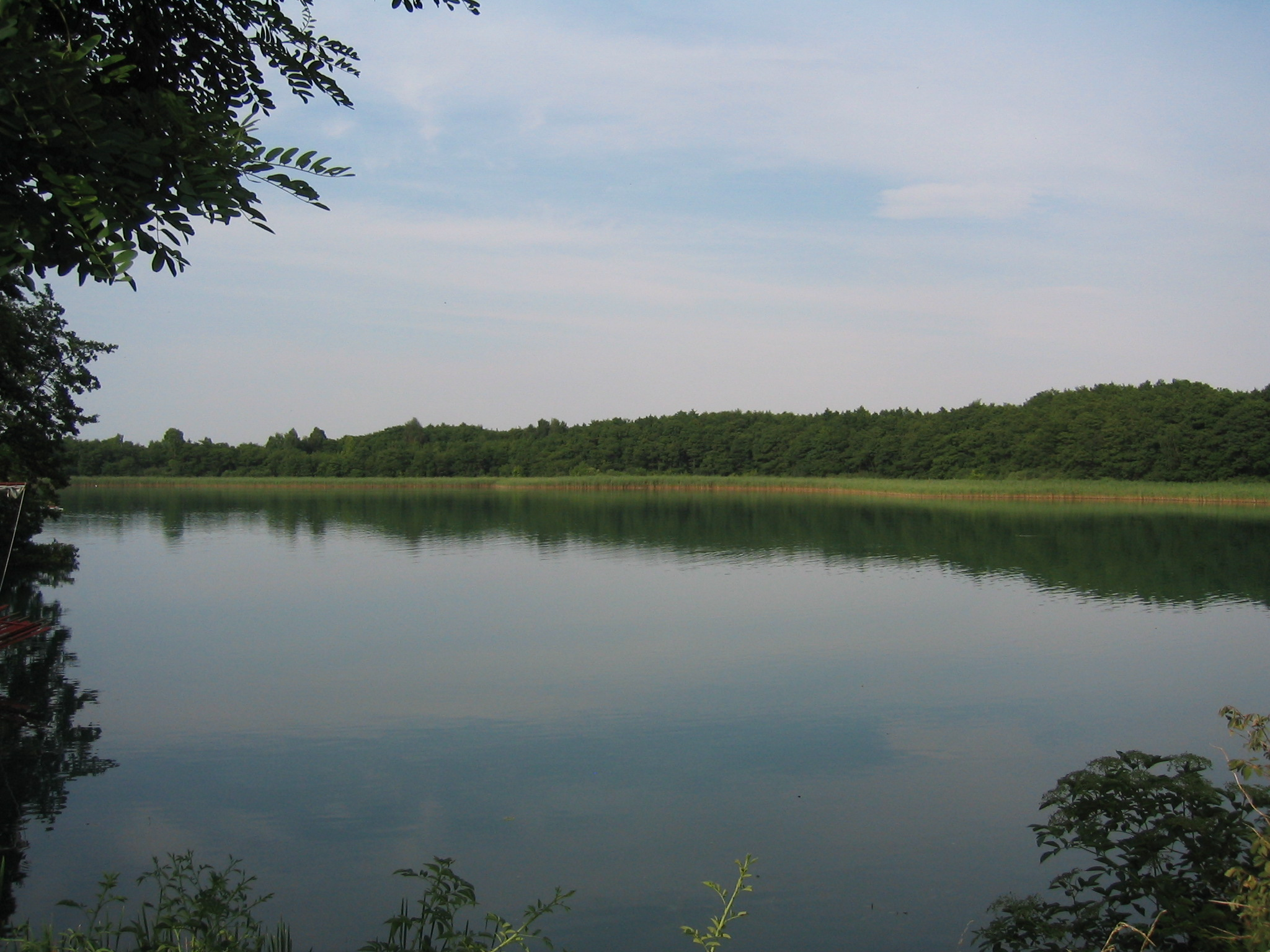

53°21′19″N 13°27′55″E / 53.355278°N 13.465278°E
布賴特盧欽湖（德語：Breiter Luzin），是德國的湖泊，位於該國東北部，由梅克倫堡-前波美拉尼亞州負責管轄，處於梅克倫堡湖區縣，長4.2公里、寬1.8公里，面積3.45平方公里，海拔高度84米，平均水深22米，最大水深58米，水體容量7,704萬立方米。下游为施马尔卢钦湖。